# Teleborgshallen

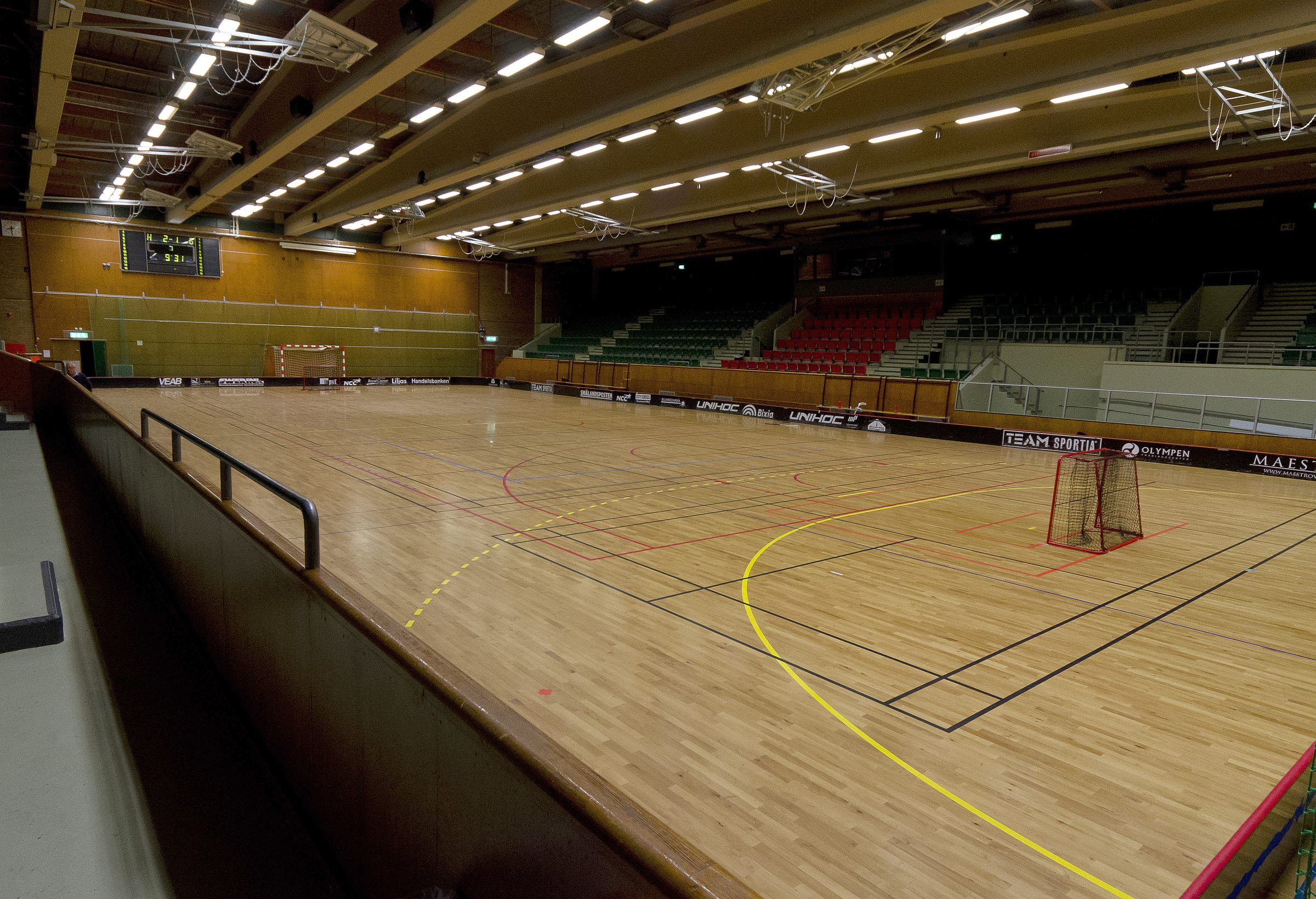
Teleborgshallen förberedd för innebandymatch

Teleborgshallen är en idrottshall i stadsdelen Teleborg i Växjö. Anläggningen byggdes 1979 och har tre hallar, A, B och C, där det genom tiderna har spelats bland annat basket och handboll. Schack-SM anordnades här 2008. A-hallen har en publikkapacitet på 1274, fördelat på 1058 sittplatser och 216 ståplatser. Planen har trägolv, och måtten är 21 x 41 meter med en takhöjd på 7,5 meter.